# Here Come the ABCs
Here Come the ABCs é o décimo primeiro álbum de estúdio da banda They Might Be Giants, lançado a 15 de Fevereiro de 2005.

## Faixas

### CD
Todas as faixas por They Might Be Giants, exceto onde anotado.
1. "Here Come the ABCs" – 0:11
2. "Alphabet of Nations" – 1:26
3. "E Eats Everything" – 2:43
4. "Flying V" – 1:34
5. "Q U" – 1:09
6. "Go for G!" – 1:14
7. "Pictures of Pandas Painting" – 2:07
8. "D & W" – 1:37
9. "Fake-Believe" – 1:51
10. "Can You Find It?" – 2:55
11. "The Vowel Family" – 1:59
12. "Letter/Not a Letter" – 1:08
13. "Alphabet Lost and Found (Marty Beller) – 2:49
14. "I C U" – 1:49
15. "Letter Shapes" – 1:22
16. "Who Put the Alphabet in Alphabetical Order?" – 1:45
17. "Rolling O" – 1:26
18. "L M N O" – 1:43
19. "C Is for Conifers" – 2:37
20. "Fake-Believe (Type B)" – 1:56
21. "D Is for Drums" – 2:21
22. "Z Y X" – 1:21
23. "Goodnight My Friends" – 0:25
24. "Clap Your Hands" – 1:21
25. "Here in Higglytown (Theme to Playhouse Disney's Higglytown Heroes)" (Dan Miller, They Might Be Giants) – 3:30

### DVD
1. "Here Come The ABCs"
2. "Alphabet Of Nations"
3. "E Eats Everything"
4. "Flying V"
5. "I Am A Robot"
6. "Q U"
7. "Go For G!"
8. "Pictures Of Pandas Painting"
9. "D & W"
10. "Fake-Believe"
11. "Can You Find It?"
12. Introducing The Vowel Family
13. "The Vowel Family"
14. "A To Z"
15. "Letter / Not a Letter"
16. "Letter Shapes"
17. "Alphabet Lost And Found"
18. "I C U"
19. "I Am A Robot (Type B)"
20. John And John Introduce…
21. "Who Put The Alphabet In Alphabetical Order?"
22. "Rolling O"
23. "L M N O"
24. Introducing C Is for Conifers
25. "C Is For Conifers"
26. "Fake-Believe (Type B)"
27. "A To Z (Type B)"
28. "D Is For Drums"
29. "Introducing ZYX"
30. "Z Y X"
31. "Goodnight My Friends"
32. "Here Come The ABCs'
33. Introducing The Bonus Tracks
34. "Clap Your Hands"
35. "Here in Higglytown (Theme to Playhouse Disney's Higglytown Heroes)"

## Paradas
Álbum
| Parada (2005) | Posição |
| ------------- | ------- |
| Top Kid Audio | 6       |